# Zuid-Vietnam
De staat Zuid-Vietnam, officieel de Republiek Vietnam (Vietnamees: Việt Nam Cộng Hòa), werd uitgeroepen op 26 oktober 1955 door president Ngo Dinh Diem, als tegenhanger van het communistische Noord-Vietnam. De staat besloeg het gedeelte van Vietnam ten zuiden van de 17e breedtegraad. Op 30 april 1975, met de capitulatie van de hoofdstad Saigon door Duong Van Minh, kwam een einde aan het bestaan van Zuid-Vietnam. Op 2 juli 1976 werd het land herenigd met Noord-Vietnam in de nieuwe staat Vietnam.

## Geschiedenis
Het bestaan van Zuid-Vietnam is altijd een onderwerp van controverse geweest. Volgens velen was het ontstaan van Zuid-Vietnam enkel het resultaat van Amerikaanse inmenging in de lokale politiek en de Zuid-Vietnamese regering een Amerikaanse marionet. Anderen beweren dat het land een gerechtvaardigde poging belichaamde om de bevolking te beschermen tegen het communisme. De Amerikanen meenden dat ze de democratie in het land bevorderden, hoewel tegenstanders terecht aanvoeren dat Zuid-Vietnam eigenlijk geen democratie was.
De meerderheid van de Amerikaanse troepen trok zich terug uit Zuid-Vietnam in 1973, volgens de Akkoorden van Parijs. Na militaire successen van de Viet Cong in het zuiden en tegenstand tegen hun eigen regering door het Zuid-Vietnamese volk, viel Noord-Vietnam in 1975 Zuid-Vietnam binnen. De steden Hué, Đà Nẵng en Đà Lạt vielen al snel in noordelijke handen en het Zuid-Vietnamese leger werd dan ook overrompeld.

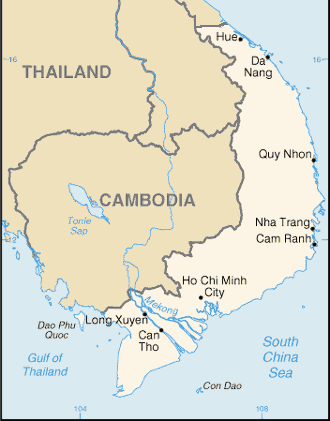
Kaart van Zuid-Vietnam

Zuid-Vietnam zette echter een aanzienlijke verdediging op, en lanceerde zelfs een tegenaanval. Dit mocht echter niet baten en het zuidelijke leger bleef terrein verliezen. De Zuid-Vietnamese regering vroeg opnieuw hulp aan de Amerikanen, maar de Amerikaanse regering keurde geen tweede operatie in het land goed.
Het leger kon na de vlucht van president Nguyen Van Thieu naar Taiwan zijn strijd niet meer volhouden, en de aangestelde president Duong Van Minh gaf de hoofdstad Saigon en de rest van zijn land onvoorwaardelijk over aan Noord-Vietnam op 30 april 1975.